# Introdução à relatividade geral
Uma introdução à relatividade geral é importante para separar o mais claramente possível os vários ingredientes que juntos dão forma a essa teoria que é frequentemente usada como um protótipo para outras construções mais intrincadas para descrever forças entre partículas elementares ou outros ramos da física fundamental.
A relatividade geral, um belo esquema para descrever o campo gravitacional e as equações a que ele obedece, é uma teoria da gravitação desenvolvida por Albert Einstein entre 1907 e 1915. Nesses dez anos que passou pensando nisso, o físico alemão se preocupou em resolver o problema que encontrou na teoria de Newton. O matemático inglês dizia que a gravidade era uma força causada pela massa dos objetos e fazia com que eles fossem atraídos um em direção ao outro. O objeto com mais massa atrai mais intensamente. Newton acreditava que, independente da distância entre os corpos, a gravidade era uma força de ação imediata. A teoria da gravidade de Einstein foi resultado dessa objeção a Newton, pois segundo seus cálculos, a luz era a coisa mais rápida do Universo. Nenhum corpo com massa alcançava uma velocidade superior à da luz. Nem a gravidade.
Experimentos e observações mostram que a descrição de gravitação de Einstein é responsável por vários efeitos que não são explicados pela lei de Newton, como anomalias mínimas nas órbitas de Mercúrio e outros planetas. A relatividade geral também prevê novos efeitos da gravidade, como ondas gravitacionais, lentes gravitacionais e um efeito da gravidade no tempo conhecido como dilatação do tempo gravitacional. Muitas dessas previsões foram confirmadas por experimento ou observação, como por exemplo, as ondas gravitacionais.
A relatividade geral se tornou uma ferramenta essencial na astrofísica moderna. Ela fornece a base para a compreensão atual dos buracos negros, regiões do espaço onde o efeito gravitacional é forte o suficiente para que nem mesmo a luz escape. Acredita-se que sua forte gravidade seja responsável pela intensa radiação emitida por certos tipos de objetos astronômicos (como núcleos galácticos ativos ou microquasares). A relatividade geral também faz parte da estrutura do modelo cosmológico padrão do Big Bang.

## Da relatividade especial à geral
Em setembro de 1905, Albert Einstein publicou sua Teoria da Relatividade Especial, que reconcilia as leis do movimento de Newton com a eletrodinâmica (a interação entre objetos com carga elétrica). A relatividade especial introduziu uma nova estrutura para toda a física ao propor novos conceitos de espaço e tempo. Algumas teorias físicas então aceitas eram inconsistentes com essa estrutura; um exemplo chave foi a teoria da gravidade de Newton, que descreve a atração mútua experimentada pelos corpos devido à sua massa.
Vários físicos, incluindo Einstein, procuraram por uma teoria que reconciliasse a lei da gravidade de Newton e a relatividade especial. Apenas a teoria de Einstein provou ser consistente com experimentos e observações. Para entender as idéias básicas da teoria, é instrutivo seguir o pensamento de Einstein entre 1907 e 1915, desde seu simples experimento mental envolvendo um observador em queda livre até sua teoria da gravidade totalmente geométrica.

## Princípio da equivalência

Ausência de peso em um foguete não acelerando (esquerda) e em um elevador caindo na Terra (direita)

O primeiro passo de Einstein em direção a teoria da relatividade foi a compreensão de que, mesmo em um campo gravitacional, existem referenciais nos quais a gravidade está quase ausente; em conseqüência, a física é governada pelas leis da relatividade especial livre de gravidade - pelo menos até uma certa aproximação, e somente se alguém confinar quaisquer observações a uma região suficientemente pequena de espaço e tempo. Isso decorre do que Einstein formulou como seu princípio de equivalência que, por sua vez, é inspirado pelas consequências da queda livre.
Na definição do princípio de equivalência, existem certas sutilezas. No texto acima, eles são apenas sugeridos (“aproximadamente”, “pequena região”). Vamos ignorá-los um pouco mais e começar com uma versão simplificada do princípio, começando com um conjunto simples de experimentos mentais.
Uma pessoa em um elevador em queda livre experimenta a ausência de peso; os objetos flutuam imóveis ou flutuam em velocidade constante. Uma vez que tudo no elevador está caindo junto, nenhum efeito gravitacional pode ser observado.
Este é o tipo de ausência de peso também experimentado, por exemplo, por astronautas na Estação Espacial Internacional (ISS). Afinal, não é como se a estação espacial e a tripulação tivessem escapado do campo gravitacional da Terra - nessa altitude particular, a atração da força gravitacional ainda é 90 por cento tão forte quanto na superfície da Terra A falta de peso dos astronautas se deve ao fato de que, junto com sua estação, eles estão em queda livre. Não no tipo de queda livre que os leva diretamente para a Terra, mas em queda livre que os leva ao redor da Terra - em órbita terrestre. Assim, dentro de um elevador, não podemos decidir se estamos ou não em um campo gravitacional. Se os objetos aceleram ou não em direção ao chão é uma questão de referencial: mesmo em uma região do espaço livre de gravidade, os objetos caem em direção ao chão se a sala em que estamos está sendo acelerada. Por outro lado, mesmo em um campo gravitacional, os objetos vagam sem peso pelo espaço, desde que o elevador esteja em queda livre.  Desse modo, as experiências de um observador em queda livre são indistinguíveis das de um observador no espaço profundo, longe de qualquer fonte significativa de gravidade. Esses observadores são os observadores privilegiados ("inerciais") que Einstein descreveu em sua teoria da relatividade especial: observadores para os quais a luz viaja ao longo de linhas retas em velocidade constante.

## Gravidade e aceleração
A maioria dos efeitos da gravidade desaparece na queda livre, mas os efeitos que parecem iguais aos da gravidade podem ser produzidos por um referencial acelerado. Um observador em uma sala fechada não pode dizer qual das seguintes opções é verdadeira:
- Os objetos estão caindo no chão porque a sala está apoiada na superfície da Terra e os objetos estão sendo puxados para baixo pela gravidade.
- Objetos estão caindo no chão porque a sala está a bordo de um foguete, que está acelerando a 9,81 m/s2 e está longe de qualquer fonte de gravidade. Os objetos são puxados em direção ao chão pela mesma "força inercial" que pressiona o motorista de um carro em aceleração contra o encosto do assento.[10]

Por outro lado, qualquer efeito observado em um referencial acelerado também deve ser observado em um campo gravitacional de intensidade correspondente. Esse princípio permitiu a Einstein prever vários novos efeitos da gravidade em 1907. Um observador em um referencial acelerado deve introduzir o que os físicos chamam de forças fictícias para explicar a aceleração experimentada pelo observador e pelos objetos ao seu redor. No exemplo do motorista sendo pressionado contra o assento, a força sentida pelo motorista é um exemplo; outra é a força que podemos sentir ao puxar os braços para cima e para fora, se tentar girar como um pião. A principal introspecção de Einstein foi que a atração familiar e constante do campo gravitacional da Terra é fundamentalmente igual a essas forças fictícias. A magnitude aparente das forças fictícias sempre parece ser proporcional à massa de qualquer objeto sobre o qual atuam - por exemplo, o assento do motorista exerce força suficiente para acelerar o motorista na mesma taxa que o carro. Por analogia, Einstein propôs que um objeto em um campo gravitacional deveria sentir uma força gravitacional proporcional à sua massa, conforme incorporado na lei da gravitação de Newton.

## Consequências físicas
Em 1907, Einstein ainda estava a oito anos de completar a teoria geral da relatividade. No entanto, ele foi capaz de fazer uma série de previsões novas e testáveis que foram baseadas em seu ponto de partida para o desenvolvimento de sua nova teoria: o princípio da equivalência. O primeiro novo efeito é a mudança de frequência gravitacional da luz.
Considere dois observadores a bordo de um foguete em aceleração. A bordo de tal nave, existe um conceito natural de "para cima" e "para baixo": a direção em que a nave acelera é "para cima", e os objetos soltos aceleram na direção oposta, caindo "para baixo". Suponha que um dos observadores esteja "mais alto" do que o outro. Quando o observador abaixo envia um sinal de luz para o observador acima, a aceleração faz com que a luz seja deslocada para o vermelho, como pode ser calculado pela relatividade especial; o segundo observador medirá uma frequência mais baixa para a luz do que o primeiro. Por outro lado, a luz enviada do observador acima para o abaixo é desviada para o azul, ou seja, desviada para frequências mais altas.  Einstein argumentou que tais mudanças de frequência também devem ser observadas em um campo gravitacional. Isso é ilustrado na figura à esquerda, que mostra uma onda de luz que é gradualmente deslocada para o vermelho à medida que sobe contra a aceleração gravitacional. Esse efeito foi confirmado experimentalmente.
Esta mudança de frequência gravitacional corresponde a uma dilatação do tempo gravitacional: uma vez que o observador "mais alto" mede a mesma onda de luz para ter uma frequência mais baixa do que o observador "mais baixo", o tempo deve estar passando mais rápido para o observador acima. Assim, o tempo corre mais devagar para os observadores que estão mais abaixo em um campo gravitacional. É importante ressaltar que, para cada observador, não há mudanças observáveis do fluxo do tempo para eventos ou processos que estão em repouso em seu referencial. Arroz na panela de pressão em cinco minutos, cronometrados pelo relógio de cada observador, têm a mesma consistência; à medida que um ano se passa em cada relógio, cada observador envelhece nessa quantidade; cada relógio, em suma, está em perfeito acordo com todos os processos que acontecem em sua vizinhança imediata.  É apenas quando os relógios são comparados entre observadores separados que se pode notar que o tempo corre mais devagar para o observador inferior do que para o superior. Este efeito é mínimo, mas também foi confirmado experimentalmente em vários experimentos.
De maneira semelhante, Einstein previu a deflexão gravitacional da luz: em um campo gravitacional, a luz é desviada para baixo. Quantitativamente, seus resultados estavam errados por um fator de dois; a derivação correta requer uma formulação mais completa da teoria da relatividade geral, não apenas o princípio de equivalência.

## Efeitos das marés

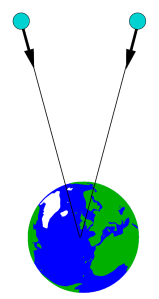
Dois corpos caindo em direção ao centro da Terra aceleram um em direção ao outro conforme caem

A equivalência entre os efeitos gravitacionais e inerciais não constitui uma teoria da gravidade completa. Quando se trata de explicar a gravidade perto de nossa própria localização na superfície da Terra, observar que nosso referencial não está em queda livre, de modo que forças fictícias são esperadas, fornece uma explicação adequada. Mas um referencial em queda livre em um lado da Terra não pode explicar por que as pessoas do lado oposto da Terra experimentam uma atração gravitacional na direção oposta.
Uma manifestação mais básica do mesmo efeito envolve dois corpos que estão caindo lado a lado em direção à Terra. Em um referencial que está em queda livre ao lado desses corpos, eles parecem pairar sem peso - mas não exatamente assim. Esses corpos não estão caindo precisamente na mesma direção, mas em direção a um único ponto no espaço: a saber, o centro de gravidade da Terra. Consequentemente, há um componente do movimento de cada corpo em direção ao outro (veja a figura). Em um ambiente pequeno, como um elevador em queda livre, essa aceleração relativa é minúscula, enquanto para pára-quedistas em lados opostos da Terra, o efeito é grande.  Essas diferenças de força também são responsáveis pelas marés nos oceanos da Terra, então o termo "efeito de maré" é usado para esse fenômeno.
A equivalência entre inércia e gravidade não pode explicar os efeitos das marés - não pode explicar as variações no campo gravitacional. Para isso, é necessária uma teoria que descreva a maneira como a matéria (como a grande massa da Terra) afeta o ambiente inercial ao seu redor.

## Transição de aceleração para geometria
Ao explorar a equivalência da gravidade e da aceleração, bem como o papel das forças das marés, Einstein descobriu várias analogias com a geometria das superfícies. Um exemplo é a transição de um referencial inercial (no qual as partículas livres navegam ao longo de caminhos retos em velocidades constantes) para um referencial rotativo (no qual termos extras correspondentes a forças fictícias devem ser introduzidos para explicar o movimento das partículas): este é análogo à transição de um sistema de coordenadas cartesiano (no qual as linhas de coordenadas são linhas retas) para um sistema de coordenadas curvas (onde as linhas de coordenadas não precisam ser retas).
Uma analogia mais profunda relaciona as forças de maré com uma propriedade das superfícies chamada curvatura. Para campos gravitacionais, a ausência ou presença de forças de maré determina se a influência da gravidade pode ou não ser eliminada escolhendo um referencial de queda livre. Da mesma forma, a ausência ou presença de curvatura determina se uma superfície é ou não equivalente a um plano. No verão de 1912, inspirado por essas analogias, Einstein buscou uma formulação geométrica da gravidade.
Os objetos elementares da geometria - pontos, linhas, triângulos - são tradicionalmente definidos no espaço tridimensional ou em superfícies bidimensionais. Em 1907, Hermann Minkowski, o ex-professor de matemática de Einstein na Politécnica Federal Suíça, apresentou o espaço de Minkowski, uma formulação geométrica da teoria da relatividade especial de Einstein em que a geometria incluía não apenas o espaço, mas também o tempo. A entidade básica desta nova geometria é o espaço-tempo quadridimensional. As órbitas de corpos em movimento são curvas no espaço-tempo; as órbitas dos corpos que se movem em velocidade constante sem mudar de direção correspondem a linhas retas.  A geometria das superfícies curvas gerais foi desenvolvida no início do século XIX por Carl Friedrich Gauss. Essa geometria, por sua vez, foi generalizada para espaços de dimensões superiores na geometria Riemanniana introduzida por Bernhard Riemann na década de 1850. Com a ajuda da geometria Riemanniana, Einstein formulou uma descrição geométrica da gravidade na qual o espaço-tempo de Minkowski é substituído por um espaço-tempo curvo e distorcido, assim como as superfícies curvas são uma generalização das superfícies planas comuns.  Diagramas de incorporação são usados para ilustrar o espaço-tempo curvo em contextos educacionais.
Depois de perceber a validade dessa analogia geométrica, Einstein levou mais três anos para encontrar a pedra angular que faltava em sua teoria: as equações que descrevem como a matéria influencia a curvatura do espaço-tempo. Tendo formulado o que agora são conhecidas como equações de Einstein (ou, mais precisamente, suas equações de campo da gravidade), ele apresentou sua nova teoria da gravidade em várias sessões da Academia Prussiana de Ciências no final de 1915, culminando em sua apresentação final em 25 de novembro de 1915.

## Geometria e gravitação
Parafraseando John Wheeler, a teoria geométrica da gravidade de Einstein pode ser resumida assim:

O espaço-tempo diz à matéria como se mover; a matéria diz ao espaço-tempo como curvar.
O que isso significa é abordado nas três seções abaixo, que exploram o movimento das chamadas partículas de teste, examinam quais propriedades da matéria servem como fonte para a gravidade e, finalmente, apresentam as equações de Einstein, que relacionam essas propriedades da matéria à curvatura do espaço-tempo.

### Sondando o campo gravitacional

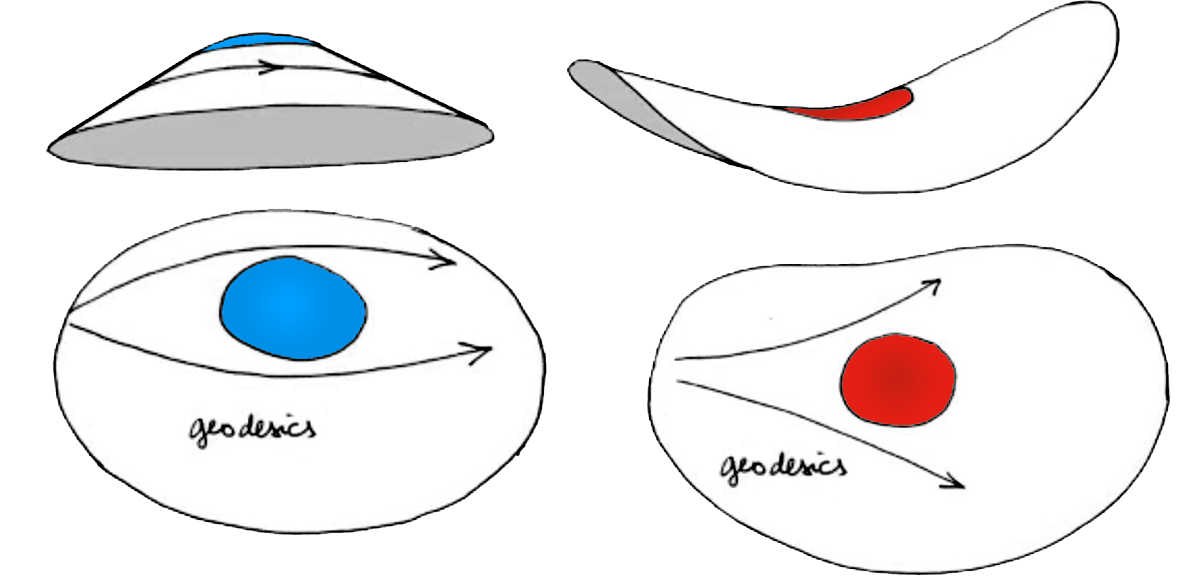
Curvatura produzida por uma massa positiva vs uma massa negativa em uma superfície 2D embutida em um espaço 3D: "posicone" (quantidade positiva de curvatura) vs "negacone" (quantidade negativa de curvatura, dando uma geometria hiperbólica). Caminho dos fótons ao longo da geodésica nula de tais superfícies: uma massa positiva produz lentes gravitacionais positivas (convergentes), enquanto uma massa negativa produz lentes gravitacionais negativas (divergentes).

Para mapear a influência gravitacional de um corpo, é útil pensar sobre o que os físicos chamam de partículas de teste: partículas que são influenciadas pela gravidade, mas são tão pequenas e leves que podemos negligenciar seu próprio efeito gravitacional. Na ausência de gravidade e outras forças externas, uma partícula de teste se move ao longo de uma linha reta a uma velocidade constante. Na linguagem do espaço-tempo, isso equivale a dizer que essas partículas de teste se movem ao longo de linhas retas do mundo no espaço-tempo. Na presença da gravidade, o espaço-tempo é não euclidiano, ou curvo, e no espaço-tempo curvo as linhas retas do mundo podem não existir. Em vez disso, as partículas de teste se movem ao longo de linhas chamadas geodésicas, que são "as mais retas possíveis", ou seja, seguem o caminho mais curto entre os pontos inicial e final, levando em consideração a curvatura.
Uma analogia simples é a seguinte: na geodésia, a ciência de medir o tamanho e a forma da Terra, uma geodésica (do grego "geo", Terra e "daiein", para dividir) é a rota mais curta entre dois pontos na superfície da Terra. Aproximadamente, essa rota é um segmento de um grande círculo, como uma linha de longitude ou o equador. Esses caminhos certamente não são retos, simplesmente porque devem seguir a curvatura da superfície da Terra. Mas eles são tão retos quanto possível, sujeitos a esta restrição.

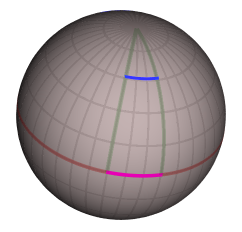
Distâncias, em diferentes latitudes, correspondentes a 30 graus de diferença de longitude

As propriedades das geodésicas diferem daquelas das linhas retas. Por exemplo, em um plano, as linhas paralelas nunca se encontram, mas não é assim para as geodésicas na superfície da Terra: por exemplo, as linhas de longitude são paralelas no equador, mas se cruzam nos pólos. Analogamente, as linhas de mundo das partículas de teste em queda livre são geodésicas do espaço-tempo, as linhas mais retas possíveis no espaço-tempo. Mas ainda existem diferenças cruciais entre eles e as linhas verdadeiramente retas que podem ser traçadas no espaço-tempo livre de gravidade da relatividade especial. Na relatividade especial, as geodésicas paralelas permanecem paralelas. Em um campo gravitacional com efeitos de maré, esse não será, em geral, o caso. Se, por exemplo, dois corpos estão inicialmente em repouso em relação um ao outro, mas depois são lançados no campo gravitacional da Terra, eles se moverão um em direção ao outro conforme caem em direção ao centro da Terra.
Em comparação com planetas e outros corpos astronômicos, os objetos da vida cotidiana (pessoas, carros, casas e até montanhas) têm pouca massa. No que diz respeito a tais objetos, as leis que governam o comportamento das partículas de teste são suficientes para descrever o que acontece. Notavelmente, a fim de desviar uma partícula de teste de seu caminho geodésico, uma força externa deve ser aplicada. Uma cadeira em que alguém está sentado aplica uma força externa para cima impedindo a pessoa de caindo livremente em direção o centro da terra e, portanto, seguindo uma geodésica, que de outra forma estariam fazendo sem matéria entre eles e o centro da Terra. Desta forma, a relatividade geral explica a experiência diária da gravidade na superfície da Terra não como o impulso para baixo de uma força gravitacional, mas como o impulso para cima de forças externas. Essas forças desviam todos os corpos que repousam na superfície da Terra das geodésicas que, de outra forma, seguiriam. Para objetos de matéria cuja própria influência gravitacional não pode ser negligenciada, as leis do movimento são um pouco mais complicadas do que para partículas de teste, embora permaneça verdade que o espaço-tempo diz à matéria como se mover.

## Experimentos

Newtoniana (vermelho) vs. a órbita Einsteiniana (azul) de um único planeta orbitando uma estrela esférica

Representação esquemática da dilatação assimétrica do tempo velocidade. A animação representa o movimento mapeado em um diagrama de espaço-tempo de Minkowski, com duas dimensões de espaço (o plano horizontal) e posição no tempo verticalmente. Os círculos representam relógios, contando o lapso de tempo adequado. O sistema de coordenadas de Minkowski está se movendo em conjunto com o relógio não acelerado.

### Lente gravitacional

Lentes gravitacionais do buraco negro

### Ondas gravitacionais

Visualização dos efeitos amplificados de uma onda gravitacional + polarizada (estilizada) em feixes de laser LISA/caminhos de braços

### Buracos negros

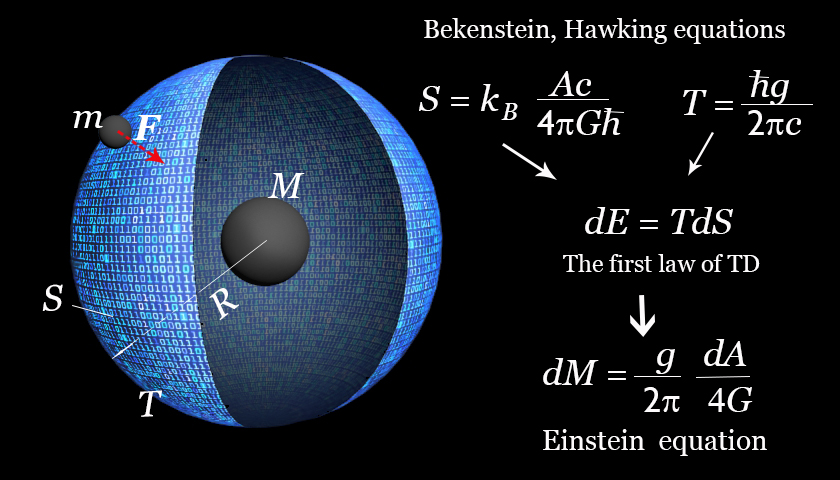
A imagem demonstra a maneira de pensar da gravidade entrópica, princípio holográfico, distribuição de entropia e derivação das equações de campo de Einstein a partir dessas considerações

### Cosmologia

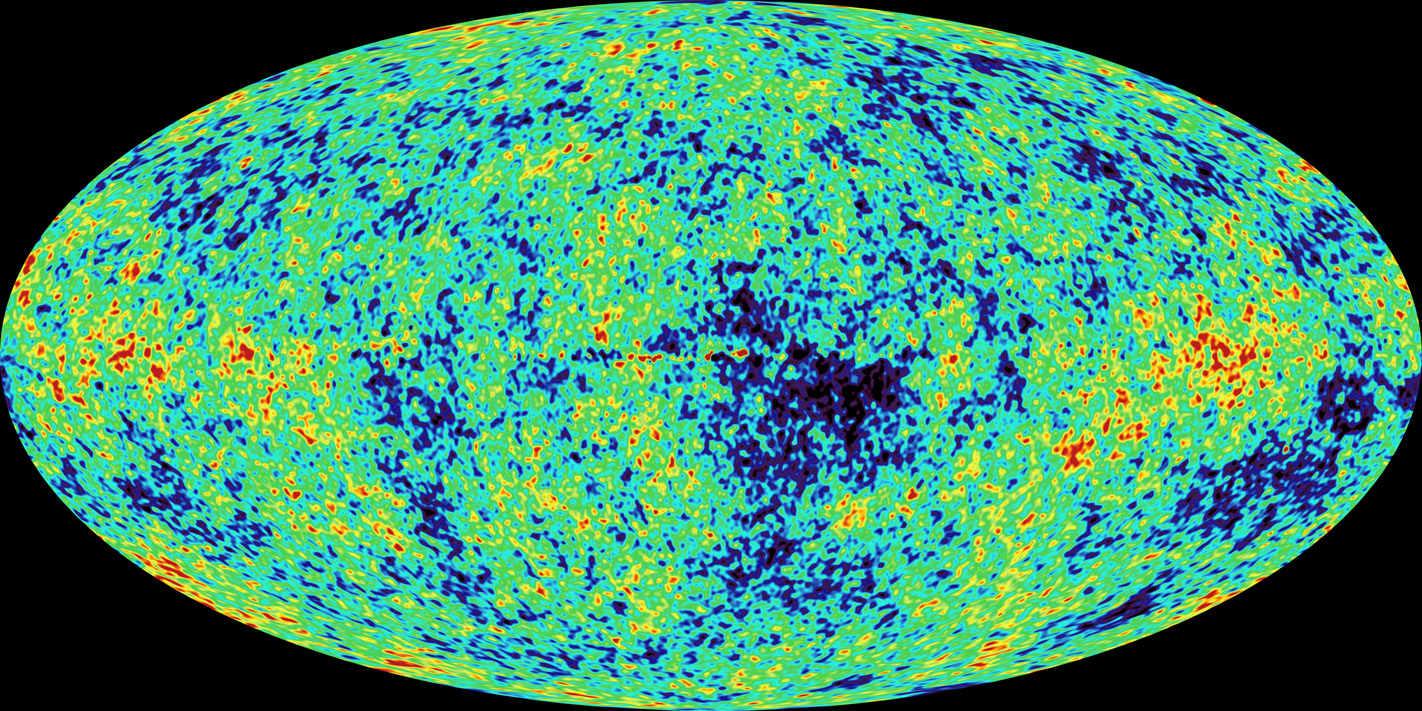
Uma imagem, criada usando dados do telescópio de satélite WMAP, da radiação emitida não mais do que algumas centenas de milhares de anos após o Big Bang.

## Pesquisa moderna

Uma revolução completa em torno de um buraco negro simulado e seu disco de acreção seguindo um caminho perpendicular ao disco